# مخطوطة جلازير

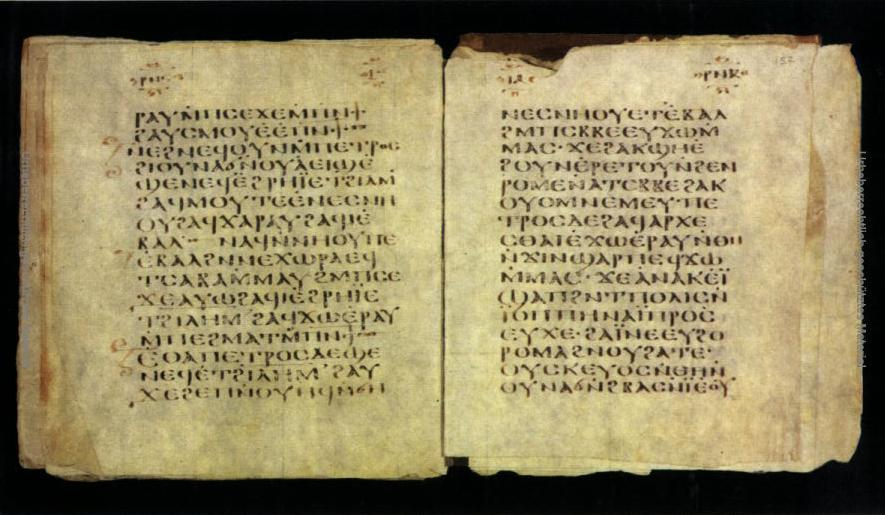
مخطوطة جلازير

مخطوطة جلازير (المشار إليها بالرمز G67)، هي مخطوطة قبطية بخط بوصي للعهد الجديد على الرق. يرجع تاريخها من الناحية القديمة إلى القرن الرابع أو الخامس الميلادي. من الناحية النصية، فهي قريبة جدًا من المخطوطة اليونانية مخطوطة بيزا .

## الوصف

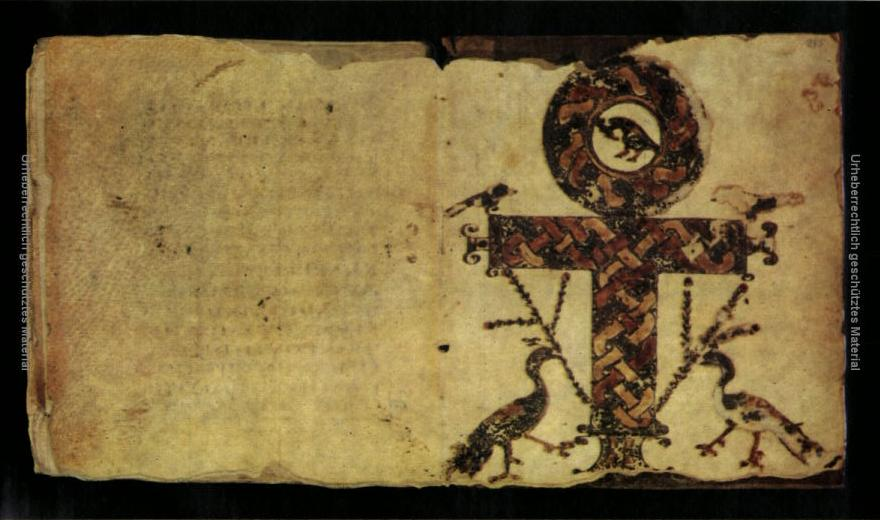
الصليب المضيء (باللاتينية: crux ansata) في نهاية المخطوطة

يحتوي المخطوط على نص أعمال الرسل 1: 1-15: 3. تنتهي المخطوطة بآية أعمال الرسل 15:3 على وجه الصفحة 155، بينما تُركت الصفحة التالية فارغة. تحتوي المخطوطة على بعض الزخارف؛ ففي نهاية المخطوطة، على ورقة إضافية، توجد صورة لصليب مفتاح الحياة كبير وذو مقبض، وهو شكل يظهر في المنسوجات القبطية والمنحوتات الحجرية. الصورة بالألوان الأصفر والأحمر والبني.

## التاريخ
يعود تاريخ المخطوطة إلى أواخر القرن الرابع أو أوائل القرن الخامس.
قبل عام 1963 كانت جزءًا من المجموعة الخاصة لمخطوطات ويليام إس. جلازير، وهو مصرفي.
في عام 1983، تبرع بها مع مجموعة جلازير إلى مكتبة مورجان [الإنجليزية]. ووصف تشارلز ريسكامب، مدير مكتبة مورجان، مجموعة جلازير بأنها إضافة مهمة لمكتبة مورجان.[بحاجة لمصدر] الكتاب موجود حاليًا في متحف ألتيس في برلين.
نشر ثيودور سي. بيترسون في عام 1964 مجموعة مختارة من القراءات مترجمة إلى اللغة الإنجليزية. كان يخطط لتقديم نسخة نقدية من المخطوطة، لكنه توفي في عام 1966.
فحص المخطوطةَ بيترسن، وهاينشن، وويجاندت، وبوبر، وإيب، وشينكي. وجد إلدون جاي إيب. وحرر شينكي نص المخطوطة في عام 1991.
دُمجَت قراءات المخطوطة في جهاز (نستله ألاند) في الطبعة السادسة والعشرين من نستله ألاند.

## الدلالة
قبل اكتشاف مخطوطة جلازير، كانت العديد من قراءات مخطوطة بيزاي لا تدعمها إلا شهود غربيون مختلطون في وقت لاحق، ولا توجد شهود نقية. في مثل هذه الحالات كان من الصعب دائمًا تحديد ما إذا كانت القراءة يجب أن تؤخذ على أنها غربية أم لا. إن الأدلة الموجودة في مخطوطة جلازير تسمح لنا بفصل القراءات الغربية القديمة عن القراءات المتأخرة. وعليه يمكن اتخاذ قرار بمزيد من الثقة.
يوجد في مخطوطة بيزا ثغرة في 8: 29-10: 14. كما أن المخطوطة اللاتينية القديمة [الإنجليزية] (المشار إليها بالحرف h) مفقودة في هذا القسم حتى 9:24أ، وبعد 9:24أ. يعد مخطوط الزجاج شاهدًا مهمًا لإعادة بناء النص الغربي لهذا الجزء. قد يمثل ما لا يقل عن 21 قراءة لجلازييه لهذا الجزء النص الغربي.
وتعد المخطوطة أيضًا بمثابة شاهد على اللغة القبطية، لأنها من المخطوطات القليلة التي كتبت باللهجة القبطية المستخدمة في مصر الوسطى.

## طالع أيضًا
- مخطوطة الكتاب المقدس
- النسخ القبطية للكتاب المقدس

## قراءة إضافية
- تي سي بيترسن، مخطوطة قبطية مبكرة لأعمال الرسل: نسخة غير منقحة من النص الغربي القديم المزعوم ، CBQ 26 (1964)، ص. 225–241
- هانز مارتن شينكه، Apostelgeschichte 1، 1 - 15، 3 Im Mittelaegyptischen Dialekt des Koptischen (Codex Glazier) (Texte Und Unter suchungen Zur Geschichte Der Altchristlichen Literatur 137)، برلين: Akademie Verlag 1991؛ موقع آخر .
- إلدون جاي إيب، المخطوطة القبطية G67 ودور مخطوطة بيزا كشاهد غربي في أعمال الرسل ، في: وجهات نظر حول نقد نصوص العهد الجديد، نسخة محفوظة 2012-11-04 على موقع واي باك مشين. (ليدن 2005)، ص. 15–40
- وايتزمان، كورت ، محرر. عصر الروحانية : الفن العتيق المتأخر والفن المسيحي المبكر، من القرن الثالث إلى القرن السابع ، رقم 445أ، 1979، متحف متروبوليتان للفنون ، نيويورك،(ردمك 9780870991790) ؛ النص الكامل متاح على الإنترنت من مكتبات متحف متروبوليتان للفنون